# Sypitki
Sypitki – wieś w Polsce położona w województwie warmińsko-mazurskim, w powiecie ełckim, w gminie Kalinowo.
W latach 1975–1998 miejscowość administracyjnie należała do województwa suwalskiego.

## Historia
Komtur ryński nadał w 1483 roku Jakubowi Sypitce, Rochutowi i Stańkowi Ozorkowi 22,5 włóki wolne od tłoki nad strumykiem Małkiń. Już za czasów krzyżackich istniał tu jeden z największych młynów w okolicy, miał on bowiem trzy kamienie (obecny młyn pochodzi z XIX w.). Szkółkę założono we wsi w 1740 roku; pozostała ona pod opieką proboszcza Pisanicy.
W 1878 roku majątek Sypitki obejmował 22 włóki i 15 morgów. W 1821 roku liczyła ona 158, a w 1939 roku – 262 mieszkańców. Nazwę urzędową Sypittken zniemczono w 1938 roku na Vierbrücken.
Przez miejscowość przebiega Ełcka Kolej Wąskotorowa.
W Sypitkach częściowo kręcono zdjęcia do filmu Wojciecha Wójcika "Sam pośród swoich" (1985).